# 疏金毛铁线莲
疏金毛铁线莲（学名：Clematis chrysocoma var. glabrescens）为毛茛科铁线莲属下的一个变种。

## 扩展阅读
- 維基物種上的相關：疏金毛铁线莲